# Mathilde-Émilie Laurent-Perrier
Mathilde-Émilie Laurent-Perrier, née le 19 août 1852 à Tours-sur-Marne, où elle est morte le 22 mai 1925, est une entrepreneure française. Elle est, de 1887 à 1925, la directrice de la maison de champagne Laurent-Perrier.

## Biographie
Mathilde-Émilie Perrier naît à Tours-sur-Marne le 19 août 1852. Son père Joseph Perrier est un riche cultivateur, dont la famille s'est enrichie, peu après la Révolution, par le rachat d'anciennes propriétés du diocèse de Châlons-sur-Marne (aujourd’hui Châlons-en-Champagne) et de Reims, devenus biens nationaux,. Sa mère, d'origine modeste, se nomme Apolline Hortense Mandry.
À l'age de 17 ans, elle rencontre Eugène Laurent, à l'époque âgé de 27 ans et chef de cave chez Le Roy et Pierlot. Elle en tombe amoureuse mais son père, la trouvant trop jeune, l'expédie pendant deux ans en pension à Châlons-sur-Marne.
À son retour, elle retrouve Eugène. Ils se marient le 11 novembre 1871, à Tours-sur-Marne,. Leur union donne naissance à cinq enfants, deux d'entre eux décèdent en bas âge et un autre à 20 ans.
En 1881, Eugène devient propriétaire de l'entreprise qui l'embauche, mais le 15 avril 1887, il est violemment percuté par un monte-charge qu'il venait d'y installer. Il décède le lendemain à l'age de 43 ans. Mathilde-Émilie devient alors directrice du domaine de son mari et continue à le développer.
Elle décède d'une congestion cérébrale en 1925,.

### Veuve Laurent-Perrier et Cie
En 1887, alors que son époux vient de décéder et malgré sa charge familiale, Mathilde-Émilie, alors âgée de 35 ans, prend la direction de l'établissement criblé de dettes. Pour les rembourser, elle remet l'intégralité de son assurance-vie aux créanciers.
Dès la première année, elle fonde une nouvelle entreprise puis une seconde en 1905 et une troisième en 1920. Elle renomme alors sa filiale Veuve Laurent-Perrier et Cie, et exporte ses produits en Allemagne, en Belgique et en Angleterre. Elle développe pour sa clientèle britannique le Grand vin Sans Sucre.
En 1911, lors de la révolte des vignerons, ses employés l'aident à évacuer le mobilier de sa maison afin qu'il ne soit pas vandalisé ou volé, plusieurs d'entre eux cachent des meubles à leurs domiciles,. 
Durant la Première Guerre mondiale, Mathilde-Émilie loge plusieurs officiers et colonels de l'armée française ainsi qu'un colonel de l'armée du tsar Nicolas II,. Un jour, où elle vit des munitions déposées devant sa porte, elle prit à partie un colonel qui s'empressa de les faire déplacer jusque dans un dépôt.
De toute la durée du conflit, elle ne quitte Tours-sur-Marne que pour une durée de huit jours, lorsque le village est sur le point de passer aux mains de l'armée allemande,.
En 1918, elle fait venir, à ses frais, une statue de Jeanne d'Arc et en fait don à l'église communale.